# Zeppelin NT
Zeppelin NT (niem. Zeppelin Neue Technologie, pol. Zeppelin Nowej Technologii) jest typem statku powietrznego budowanego od lat 90. XX wieku we Friedrichshafen w Niemczech. Statki powietrzne typu NT są obecnie największymi statkami powietrznymi z własnym napędem i jedynymi z wewnętrznym rusztowaniem – szkieletem (największymi statkami powietrznymi wszech czasów są zeppeliny klasy Hindenburg – LZ 129 Hindenburg oraz LZ 130 Graf Zeppelin II).
Producent tych maszyn – nowo założone przedsiębiorstwo Zeppelin Luftschifftechnik GmbH Co. KG (ZLT) – jest częścią koncernu Zeppelina i kontynuuje tradycje spółek Ferdynanda hrabiego von Zeppelina, które do lat 40. XX wieku konstruowały i eksploatowały słynne na całym świecie sterowce. Z czterech sterowców typu NT 07 zbudowanych do 2008, dwa eksploatowane są przez ZLT, jeden został sprzedany operatorowi japońskiemu, a jeden – amerykańskiemu.

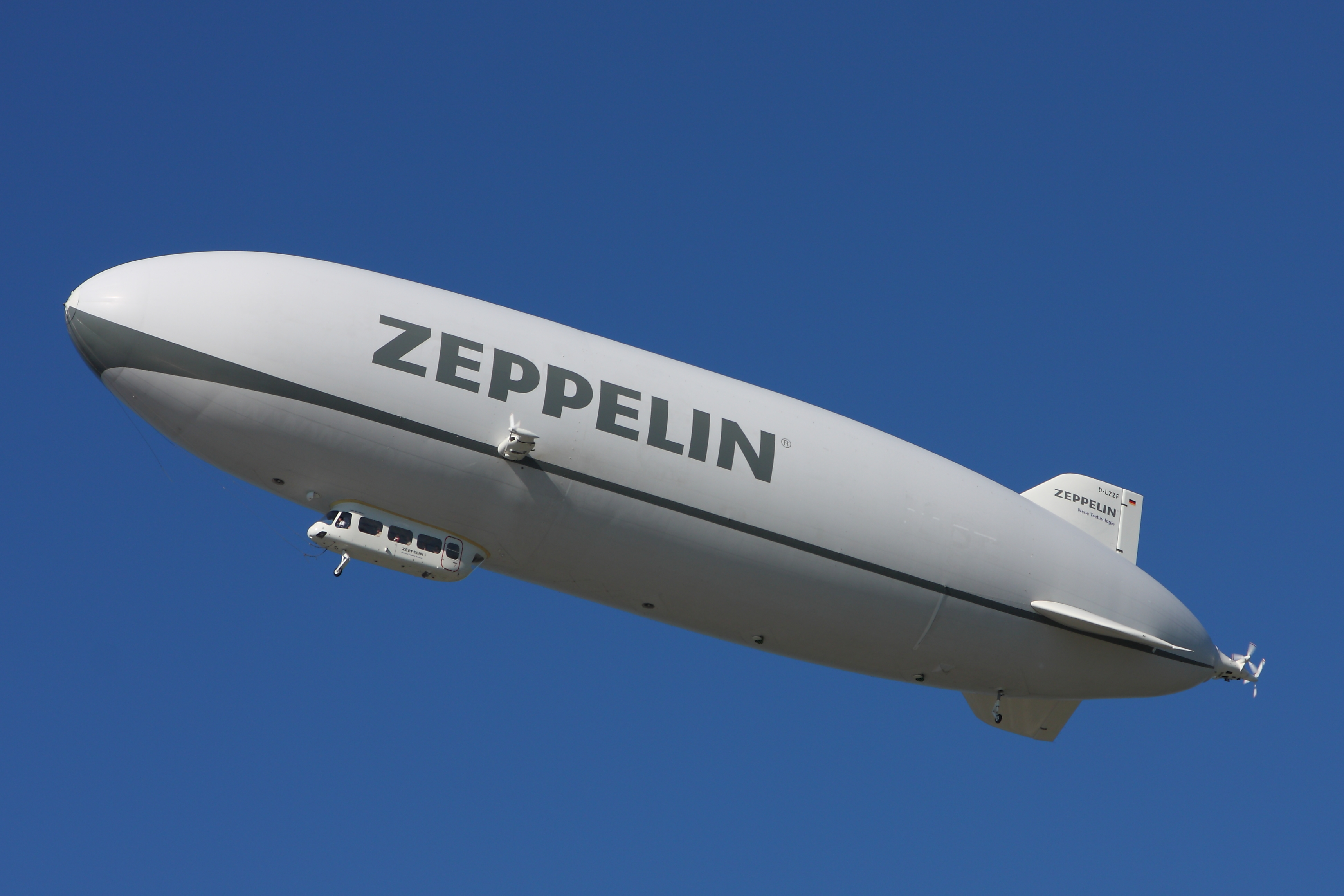
Zeppelin NT w locie

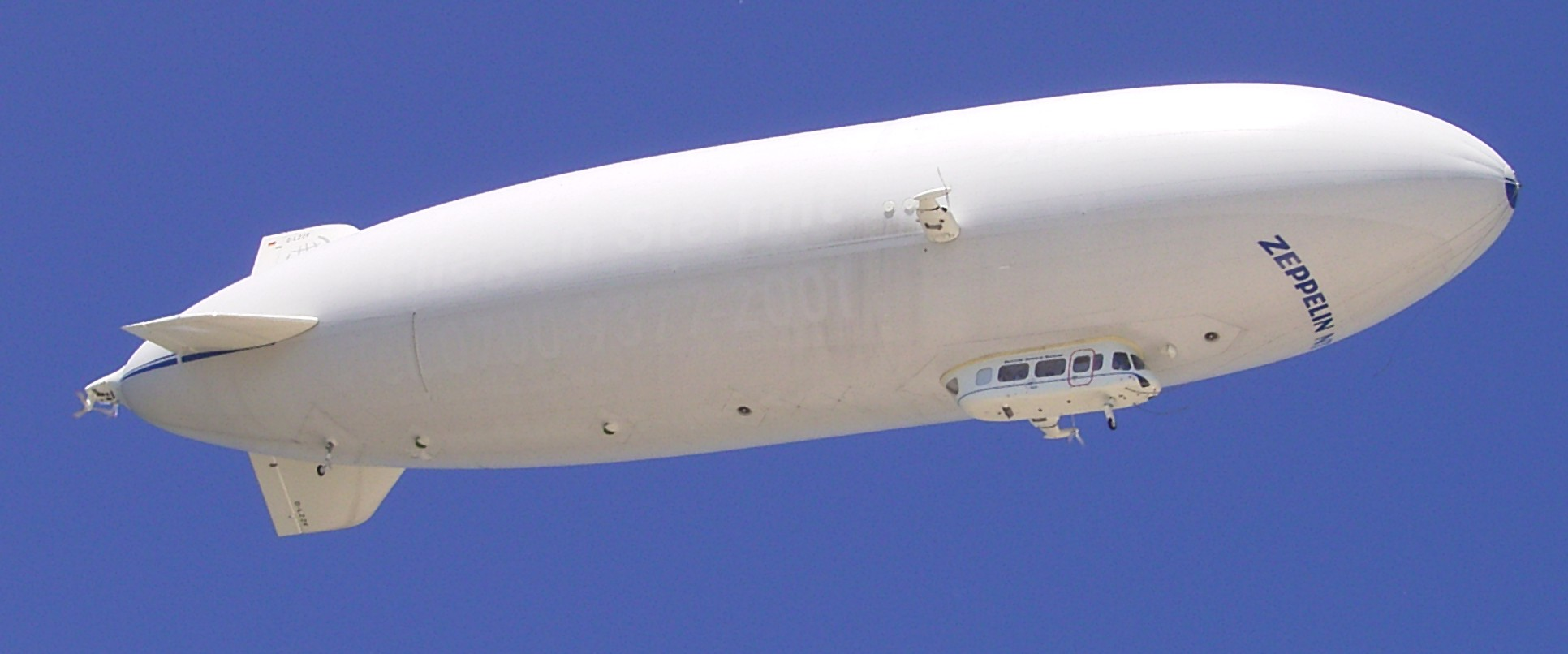
Zeppelin NT w locie

## Zastosowanie

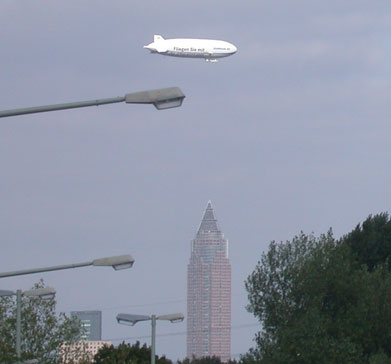
Zeppelin NT nad Frankfurtem

Od sierpnia 2001 przedsiębiorstwo Deutsche Zeppelin Reederei (DZR) oferuje przeloty turystyczne sterowcem Zeppelin NT. Powłoka sterowca oferowana jest jako powierzchnia reklamowa. Statki można wynajmować do kampanii reklamowych. Jest to ich główne zastosowanie.
Wykorzystywane są również jako platformy obserwacyjne przy transmisjach telewizyjnych rozmaitych wydarzeń. Dzięki możliwości długotrwałego utrzymywania się w powietrzu oraz niskiemu poziomowi drgań nadają się także do misji badawczych: obserwacji środowiska, badań troposfery i lokalizowania złóż bogactw naturalnych.
Przy okazji imprezy Oktoberfest w 2002 sterowiec NT wykonał dla Niemieckiego Centrum Lotów (Deutsches Zentrum für Luft- und Raumfahrt, DLR) oraz Europejskiej Agencji Kosmicznej loty pomiarowe i symulacje satelity w ramach programu budowy europejskiego systemu nawigacyjnego Galileo. W latach 20. i 30. XX wieku ówczesne sterowce Zeppelina LZ 126 i LZ 130 wykonywały nad Atlantykiem, Niemcami i nad Morzem Północnym testy transmisji radiowej i radiolokacji, częściowo na potrzeby wojska. W lecie 2004 roku Zeppelin NT wyposażony w kamerę wykonywał długoterminową obserwację strefy przybrzeżnej Jeziora Bodeńskiego.

## Porównanie z historycznymi Zeppelinami
Istnieje kilka istotnych różnic między Zeppelinem NT a Zeppelinami sprzed 1940:
- Zeppelin NT został zaprojektowany przede wszystkim do przelotów turystycznych i jako nośnik reklam. Zastosowanie w transporcie liniowym lub militarne nie jest obecnie przewidywane (stan w roku 2005).
- Zbudowane do tej pory Zeppeliny NT mają 75 metrów długości i objętość powłoki 8 225 metrów sześciennych, przez co są wyraźnie mniejsze od starych Zeppelinów. Ich zasięg jest również dużo mniejszy.
- Gazem nośnym nie jest już wybuchowy wodór, ale hel, którego pozyskanie obecnie nie jest problemem technicznym. Hel jako gaz szlachetny jest niepalny, chociaż w porównaniu z wodorem – nieco cięższy i droższy.
- W odróżnieniu od poprzedników Zeppelin NT nie jest aerostatem, lecz półaerostatem (statodyną). Przy całkowicie wypełnionych zbiornikach paliwa, siła wyporu nie równoważy ciężaru statku. Siłę brakującą do utrzymania się statku w powietrzu wytwarza napęd silnikowy.

## Historia
Era olbrzymich zeppelinów zakończyła się w roku 1940, kiedy to na rozkaz kierownictwa III Rzeszy zezłomowano dwa ostatnie zeppeliny LZ127 „Graf Zeppelin” i LZ130 „Graf Zeppelin II” oraz zniszczono ich hangary we Frankfurcie nad Menem.
Dopiero w 1989 wykonano pierwsze prace studialne mające wykazać techniczną możliwość konstrukcji nowego zeppelina. W następnym roku badanie rynkowe wykazało możliwość umieszczenia na rynku do 80 sterowców. We wrześniu 1993 roku założona została Zeppelin Luftschifftechnik GmbH KG (ZLG) jako spółka-córka koncernu Zeppelina. Spółka rozpoczęła w 1995 budowę pierwszego Zeppelina NT.

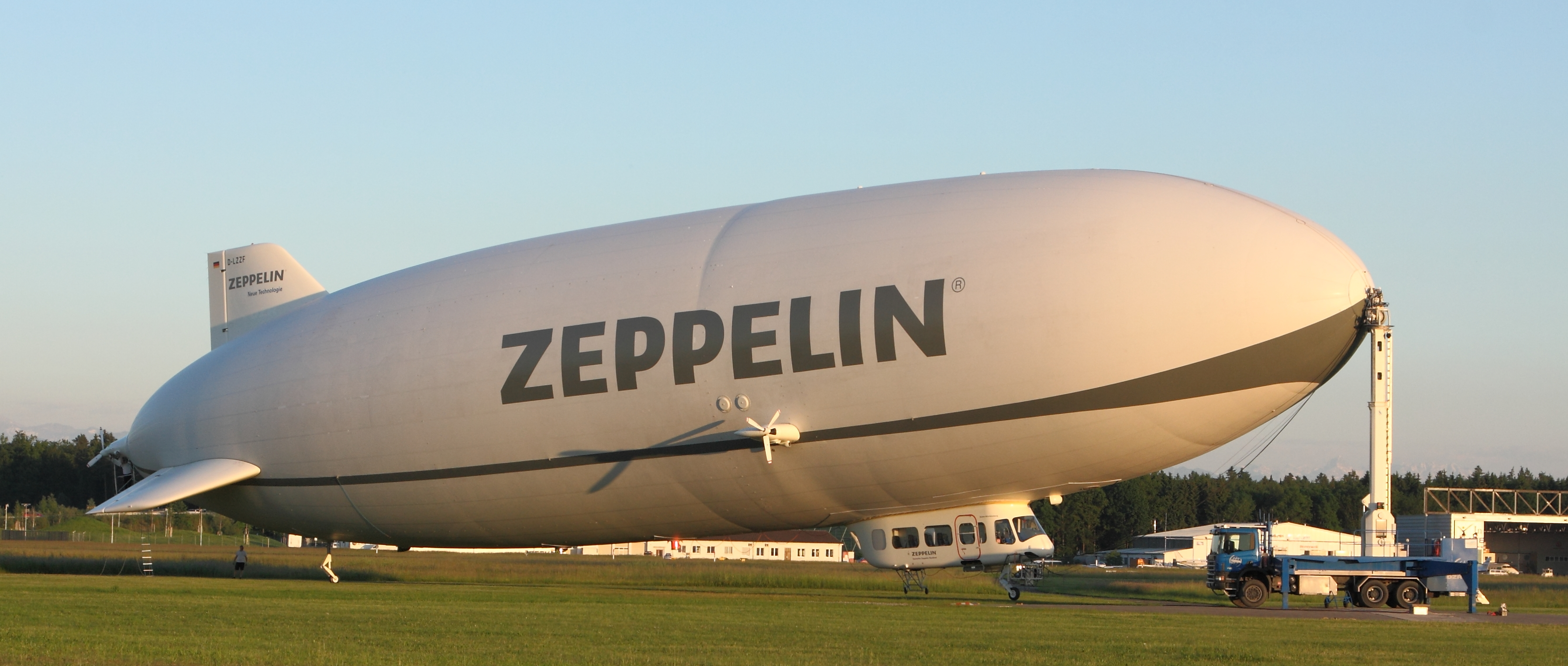
Zeppelin NT „Friedrichshafen” przy ruchomym maszcie

Dziewiczy lot odbył się 18 września 1997 roku. W lipcu 2000 w setną rocznicę pierwszego lotu zeppelina, ochrzczono statek oznaczony przez producenta jako SN 01 imieniem D-LZFN „Friedrichshafen”. W następnym roku, 26 kwietnia 2001 po wylataniu prawie 1000 godzin i pokonaniu 3600 kilometrów przy okazji targów lotniczych „AERO 2001” Zeppelin NT otrzymał od Federalnego Urzędu Lotniczego wzorcowe dopuszczenie do lotów. Jednocześnie ZLG otrzymała certyfikat producenta lotniczego. W tym roku także rozpoczęła się produkcja seryjna oraz komercyjna eksploatacja sterowców.
Pierwszy seryjny statek (SN 02) został ochrzczony 10 sierpnia 2001 roku imieniem D-LZZR „Bodensee” i 15 sierpnia rozpoczął przewozy pasażerów. W tym celu już w styczniu powołano Deutsche Zeppelin-Reederei GmbH (DZR), spółkę-córkę ZLG. Spółka ta eksploatuje sterowce podobnie jak linie lotnicze. Ponadto sprzedaje powierzchnię reklamową na powłoce sterowców i szkoli pilotów. Pod identyczną nazwą funkcjonowało przedsiębiorstwo eksploatacji sterowców przed drugą wojną światową.
18 lutego 2003 wystartował drugi seryjny Zeppelin NT (SN 03). Nosi on oznaczenie D-LZZF. W maju tego roku Zeppeliny NT otrzymały dopuszczenie do lotów nocnych.
Do końca 2001 przewieziono dwoma sterowcami 3 222 pasażerów. Do listopada 2003 było to już około 30 000 pasażerów.
„Friedrichshafen” służy przede wszystkim do szkolenia pilotów, do przeprowadzania lotów specjalnych oraz prezentacyjnych, podczas gdy pozostałe statki wykorzystywane są komercyjnie.
W maju 2004 sterowiec D-LZFN „Friedrichshafen” wystartował w trasę po wschodniej Europie promującą nowy model BMW. Trasa ta prowadziła przez: Słowację, Rumunię, Chorwację, Słowenię, Turcję, Bułgarię i Ukrainę.
Wykonano również loty pocztowe, z których stemple są bardzo cenione przez filatelistów.

### Sprzedaż do Japonii
2 marca 2004 dokonano pierwszej sprzedaży Zeppelina NT. Rozpoczęło się także szkolenie przyszłych pilotów, po tym jak niemiecka spółka jako pierwsza w świecie otrzymała dopuszczenie jako szkoła pilotów sterowców. 12 kwietnia 2004 SN 02 D-LZZR „Bodensee” został przekazany japońskiej Nippon Airship Corporation. W uroczystości brało udział ponad 300 gości. Cena sprzedaży wyniosła około 7 mln euro. Nazwa statku została zmieniona na JA101Z „Yokoso! Japan”.
Sterowiec wystartował do podróży do Japonii 4 lipca 2004 z dwudniowym opóźnieniem z powodu złej pogody. Podróż miała przebiegać po trasie, którą przeleciał LZ 127 „Graf Zeppelin” w 1929 podczas swojego lotu wokół Ziemi. Jednak pod koniec września po wielomiesięcznym oczekiwaniu w Europie Północnej NT musiał wrócić do Friedrichshafen. Urzędy rosyjskie opóźniały wydanie zezwolenia na przelot nad terytorium Rosji i obłożyły je takimi warunkami, że wieloetapowy lot stał się zbyt ryzykowny. W końcu 7 grudnia sterowiec został załadowany w porcie Gioia Tauro we Włoszech na pływający dok. Po dwóch dniach dok wyszedł w morze i skierował się do Japonii. Na czas podróży zdemontowano usterzenie i boczny napęd. W celu ochrony sterowca przed niekorzystnym wpływem morza po obu stronach silników zbudowano czteropiętrowe ściany z kontenerów. Dwaj pracownicy ZLT uczestniczyli w podróży. 8 stycznia 2005 transport dotarł do portu Kobe. 14 stycznia po ponownym skompletowaniu sterowiec podniósł się do lotu technicznego i jeszcze tego samego dnia został przeprowadzony do Nagoi. NT ma być w Japonii wykorzystywany do wycieczek i lotów reklamowych, przede wszystkim podczas Expo 2005 w prefekturze Aichi.

## Technika
Z reguły Zeppelin NT startuje z około 300 kg „nadwagi”. Niedomiar siły wyporu równoważony jest napędem silników. Nie stosuje się odrzucania balastu. Przy niewielkim ładunku i częściowo opróżnionych zbiornikach paliwa siła wyporu przewyższa ciężar statku, jednak dzięki użyciu silników do wyrównania siły wyporu, jak i niewielkiej zmianie tej siły – nie jest konieczne wypuszczanie z powłoki cennego helu.
Gondola ma powierzchnię podłogi 26 metrów kwadratowych i dysponuje fotelami dla 12 pasażerów i 2 pilotów. Fotele stoją w dwóch rzędach, po jednym z każdej strony środkowego przejścia. Rufa gondoli jest wyposażona w panoramiczne okno. Podczas wymiany pasażerów między wycieczkami, pasażerowie wysiadają parami, na ich miejsce wsiadają dwaj nowi, po czym cykl się powtarza. W ten sposób zachowuje się podczas całej procedury mniej więcej niezmieniony ciężar statku.

### Osiągi
Zeppelin NT osiąga teoretycznie prędkość do 125 km/h i lata przeważnie na wysokości 300 m. Może się wznieść na maksymalną wysokość 2 600 m. Jego zasięg to 900 km. Start i lądowanie odbywają się pionowo do masztu kotwiczącego. Do procedury tej potrzebne są 3 osoby obsługi naziemnej. Normalna prędkość przelotowa 70 km/h osiągana jest jedynie przy pomocy silnika tylnego. Według stanu z początku 2005 roku, maksymalna masa startowa wynosiła 8 040 kg, z ładunkiem 1 900 kg.

### Konstrukcja nośna
Zeppelin NT posiada wewnątrz powłoki na całej długości konstrukcję nośną z włókien węglowych z trzema aluminiowymi, ażurowymi belkami podłużnymi, do której przymocowane są silniki, gondola i usterzenie. Konstrukcja ma masę jedynie 1000 kg i jest dodatkowo usztywniona linami aramidowymi.

### Powłoka
W historycznych Zeppelinach powłoka i poszczególne komory wypełnione wodorem były oddzielnymi elementami. W Zeppelinie NT powłoka jest jednocześnie zbiornikiem helu. Jej pojemność wynosi 8 225 metrów sześciennych, długość 75 m, średnica przekroju 14,2 m. Składa się z trójwarstwowego laminatu. Pierwsza, gazoszczelna warstwa laminatu jest zrobiona z tedlaru, druga z poliestru nadaje powłoce odpowiednią wytrzymałość mechaniczną. Trzecia warstwa zrobiona jest z poliuretanu, daje się spawać i służy do łączenia poszczególnych płatów powłoki. W celu zachowania kształtu gaz wewnątrz powłoki znajduje się pod lekkim nadciśnieniem wynoszącym około 5 mbar. Powłoka produkowana jest przez amerykańskie przedsiębiorstwo ILC Dover.
Mimo warstwy tedlaru niewielka część helu dyfunduje przez powłokę. Folie nakładane na powierzchnię powłoki w celu uzyskania odpowiednich rysunków i napisów są perforowane, aby zapobiec tworzeniu się bąbli i odklejaniu fragmentów folii.

### Napęd i sterowanie

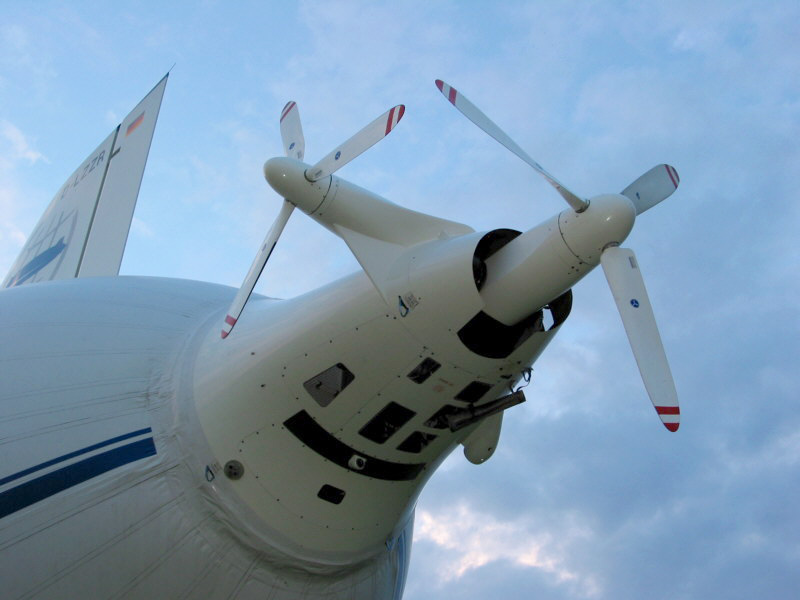
Tylne śmigło sterowca

Dzięki trzem wychylnym silnikom typu Textron Lycoming IO-360 o mocy 147 kW (200 KM) każdy, sterowiec Zeppelin NT dysponuje dobrymi właściwościami manewrowymi. W przeciwieństwie do historycznych Zeppelinów, które wyposażone były w silniki o zmiennym kierunku obrotów, NT ma śmigła o zmiennym skoku łopat.
Dwa silniki boczne napędzają śmigła ciągnące, mogą być przechylane do góry o 120 stopni od położenia poziomego lub lekko ku dołowi. Silnik tylny ze śmigłem pchającym może być przechylany do 90 stopni ku dołowi. Ponadto NT ma poprzeczne śmigło sterujące, które działa jak ster strumieniowy w statkach pływających.
Usterzenie tylne składa się z trzech płetw, ustawionych wzajemnie do siebie pod kątem 120 stopni. Przymocowane do nich stateczniki ustawiane są pod odpowiednim kątem przez system sterujący. Pilot steruje Zeppelinem NT joystickiem za pomocą techniki fly-by-wire.

## Rekordy
Zeppelin NT jest największym będącym obecnie w użyciu statkiem latającym (stan w kwietniu 2005). Jesienią 2004 roku amerykański miliarder i poszukiwacz przygód Steve Fosset uzyskał jako 14. w kolei licencję na pilotowanie Zeppelinów NT. 27 października 2004 na sterowcu D-LZFN „Friedrichshafen” pobił rekord prędkości: przeleciał 1 kilometrowy odcinek w obu kierunkach ze średnią prędkością 111,8 km/h. Poprzedni rekord wynosił 92,8 km/h.

## Plany
Konstrukcja Zeppelina NT umożliwia przedsiębiorstwu ZLT przygotowanie powiększonych wersji sterowca bez konieczności wprowadzania zmian w koncepcji projektu. Od połowy 2004 przedsiębiorstwo bada możliwość zbudowania powiększonej wersji.
W lutym 2005 poinformowano, że prace projektowe zostały rozpoczęte. Nowy model ma mieć oznaczenie NT 14 i mieć objętość 14 000 metrów sześciennych, długość: 85 m, średnicę: 16 m i zabierać 19 pasażerów. Stocznią będzie ponownie Friedrichshafen, gdzie po sprzedaży „Bodensee” do Japonii znów jest miejsce w hangarze. Zeppelin został zbudowany w 2008 i w tym samym roku przeleciał do Kalifornii, gdzie rozpoczął loty wycieczkowe.

## Literatura (po niemiecku)
- Rolf Zimmermann: Aufsteigen mit dem neuen Zeppelin NT, Stadler, Juni 2003, ISBN 3-7977-0488-7.
- Wolfgang Meighörner: Giganten der Lüfte, K. Müller Vlg., Erlangen 1996, ISBN 3-86070-595-4.